# Portunus pelagicus
Il granchio dentellato (Portunus pelagicus [Linnaeus, 1758] è un crostaceo decapode appartenente alla famiglia Portunidae.

## Descrizione

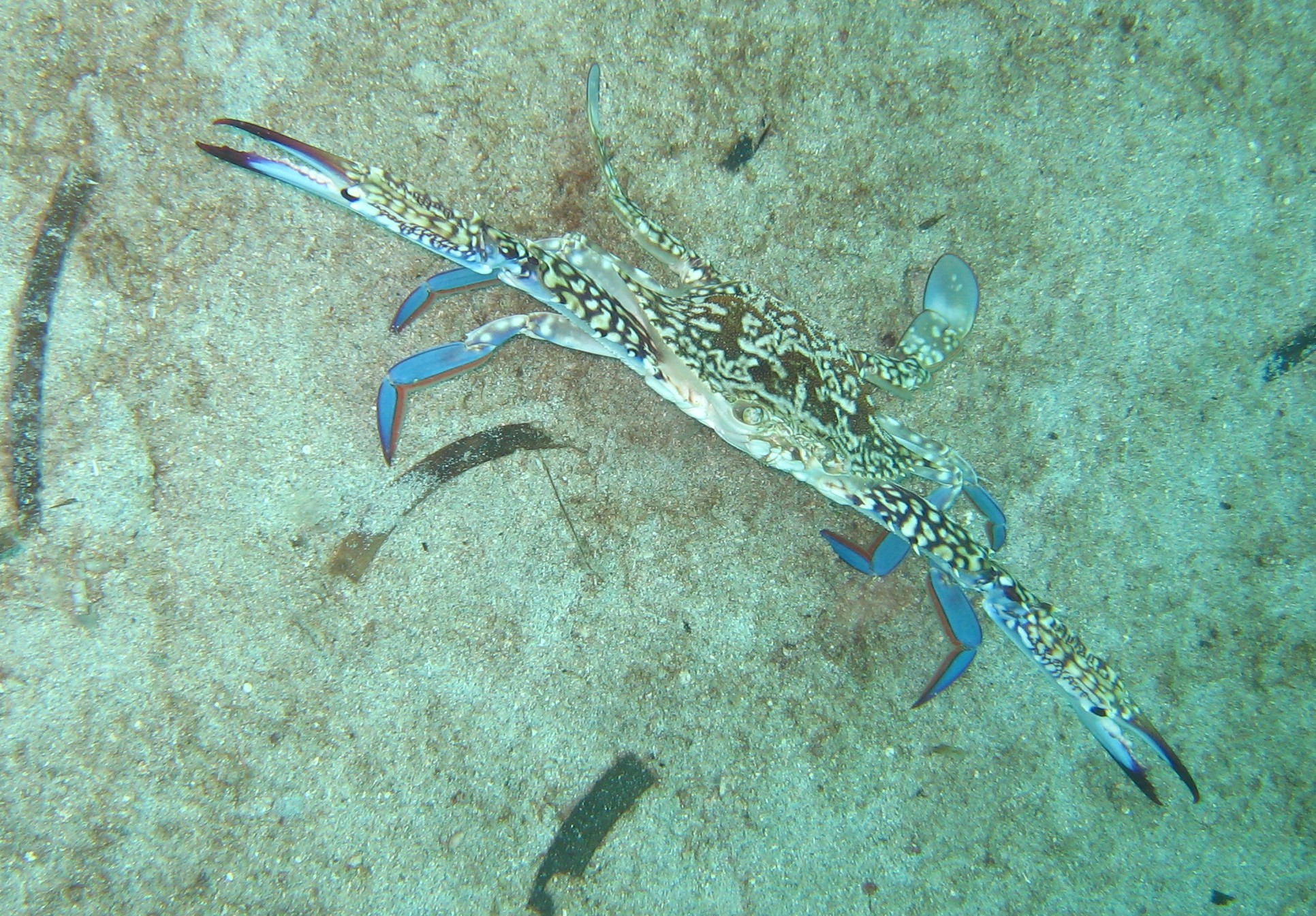
Individuo in posizione di difesa

Il carapace è più largo che lungo, con numerose spine nella parte laterale-anteriore di cui una. posta sul fianco, piuttosto grande. Le zampe sono lunghe, le chele sono lunghe circa il doppio del carapace. Le zampe posteriori sono appiattite come nelle grancelle.
Il colore del carapace è bruno o verdastro con macchie biancastre diffuse e bordi scuri. Le chele hanno macchie rosso porpora e/o blu all'estremità. Le zampe hanno la parte distale rossiccia o bluastra.
Il carapace ha una lunghezza massima di 7 cm.

## Biologia

### Alimentazione
Si ciba di invertebrati bentonici.

### Riproduzione
Si riproduce in primavera-estate. I maschi hanno l'addome triangolare.

## Distribuzione e habitat
L'areale di questa specie comprende le parti tropicali dell'Oceano Pacifico (a est fino alla Polinesia) e dell'Oceano Indiano compreso il mar Rosso da cui è penetrato nel mar Mediterraneo attraverso il Canale di Suez (migrazione lessepsiana).
È molto comune nel Mediterraneo orientale mentre è piuttosto raro nella parte ovest del bacino, comprese le acque italiane dove risulta segnalato nelle acque siciliane e toscane.
Vive su fondi sabbiosi o fangosi a basse profondità.

## Pesca
Riveste importanza per la pesca commerciale in gran parte del suo areale. Nel Mediterraneo ha solo importanza locale.
Le carni sono ottime.